# كثير (اسم)
كثير هو اسم علم مذكر من أصل عربي، ومعناه هو مصغر «كثير» ضد القليل.

## شخصيات تحمل الاسم
- كثير بن الصلت
- كثير بن سليم المدائني (راوي حديث نبوي من الضعفاء من أهل المدائن)
- كثير بن فرقد المدني
- كثير بن مرة
- كثير عزة (660 – 723)

## وصلات خارجية
- موسوعة السلطان قابوس لأسماء العرب نسخة محفوظة 5 أبريل 2019 على موقع واي باك مشين.